# Isla El Mapachero
Isla El Mapachero är en ö i Mexiko. Den ligger i lagunen Ensenada Pabellones och hör till kommunen Navolato i delstaten Sinaloa, i den västra delen av landet.